# World Doubles Cup 1997
World Doubles Cup 1997 — тенісний турнір, що проходив на відкритих кортах з ґрунтовим покриттям Craiglockhart Tennis Centre в Единбургу (Шотландія) в рамках Туру WTA 1997. Тривав з 21 до 24 травня 1997 року.

## Фінальна частина

### Парний розряд, жінки
Ніколь Арендт /  Манон Боллеграф —  Рейчел Макквіллан /  Міягі Нана 6–1, 3–6, 7–5
- Для Арендт це був 3-й титул за сезон і 12-й — за кар'єру. Для Боллеграф це був 3-й титул за сезон і 26-й — за кар'єру.